# Garnet (Vorname)
Garnet (auch Garnett) ist ein männlicher und ein weiblicher Vorname, der vorwiegend im englischen Sprachraum verwendet wird.

## Herkunft und Bedeutung
Garnet ist die englische Bezeichnung für den Granat-Schmuckstein. Das Wort ist abgeleitet vom mittelenglischen gernet, was dunkelrot bedeutet.

## Namensträger
- Garnet Bailey (1948–2001), kanadischer Eishockeyspieler, -trainer und -scout
- Garnet Brooks (1937–2009), kanadischer Sänger (Tenor) und Gesangspädagoge
- Garnett Brown  (1936–2021), US-amerikanischer Posaunist und Komponist
- Garnet Clark (1917–1938), US-amerikanischer Jazz-Pianist
- Garnet Exelby (* 1981), kanadischer Eishockeyspieler
- Garnet Hathaway (* 1991), US-amerikanischer Eishockeyspieler
- Garnett Silk (1966–1994), jamaikanischer Reggae-Musiker
- Garnett Smith (* 1937), US-amerikanischer Schauspieler

## Nachweise
1. ↑  https://www.behindthename.com/name/garnet-1